# Bāyjeq
Bāyjeq (persiska: تاتار بايجِق, Tātār Bāyjeq, بايجق) är en ort i Iran.   Den ligger i provinsen Golestan, i den norra delen av landet, 400 km öster om huvudstaden Teheran. Bāyjeq ligger 66 meter över havet och antalet invånare är 813.
Terrängen runt Bāyjeq är platt åt nordväst, men åt sydost är den kuperad.Runt Bāyjeq är det ganska glesbefolkat, med 48 invånare per kvadratkilometer. Närmaste större samhälle är Āzādshahr, 8,7 km söder om Bāyjeq. Trakten runt Bāyjeq består till största delen av jordbruksmark.